# Al Aaroui
Al Aaroui è una città del Marocco, nella Provincia di Nador nella Regione Orientale.
La città è anche conosciuta come al-Arwī e al-'Arwī.